# Philadelphia Union II
Philadelphia Union II (bis Ende 2019 Bethlehem Steel Football Club) ist ein Franchise der Profifußball-Liga MLS Next Pro aus Chester, Pennsylvania.
Die 2015 gegründete Mannschaft spielt seit der Saison 2016 in der zweitklassigen USL. Das Franchise befindet sich im Eigentum von Keystone Sports & Entertainment und ist das Farmteam des MLS-Franchises Philadelphia Union, das ebenfalls Keystone Sports & Entertainment gehört.

## Geschichte
Am 27. Oktober 2015 stellte die Investorengruppe Keystone Sports & Entertainment, der auch das Major-League-Soccer-Franchise Philadelphia Union gehört, seine neue Mannschaft, den Bethlehem Steel FC, offiziell vor. Der Name erinnert an die ehemalige Fußballmannschaft des Bethlehem Steel FC, die von 1907 bis 1930 aktiv war. Dieser wurde in einer Internet-Abstimmung bestimmt.
Der Bethlehem Steel FC ist USL-Partner und somit das Farmteam des MLS-Franchise Philadelphia Union. Des Weiteren werden beide Franchises von demselben Eigentümer geführt. Spieler von Philadelphia dürfen zum Bethlehem Steel FC geschickt werden und sind für beide Mannschaften spielberechtigt.
Der Bethlehem Steel FC startete am 6. März 2016 seine Vorbereitung. Das erste Spiel wurde gegen die Fußballmannschaft der Syracuse University ausgetragen und mit 5:0 gewonnen. Das erste Pflichtspiel in der USL fand am 25. März 2016 statt und konnte gegen den FC Montréal mit 1:0 gewonnen werden. Erster Torschütze des Franchises in einem Ligaspiel war Fabian Herbers.
Zur Saison 2020 benannte sich das Franchise in Philadelphia Union II um und gab sich ein neues Logo. Nach der Saison wurde die Mannschaft aus der USL Championship zurückgezogen. Nach einem Jahr ohne Spielbetrieb trat das Franchise zur Saison 2022 der neugegründeten MLS Next Pro bei.

## Stadion
Die Heimspiele wurden in den ersten drei Spielzeiten im Goodman Stadium in Bethlehem ausgetragen. Das 16.000 Zuschauer fassende Stadion liegt auf dem Murray H. Goodman Campus der Lehigh University. Das Training der Mannschaft findet auf den Trainingsplätzen statt, die sich neben dem Subaru Park in Chester, Pennsylvania befinden. Seit der Saison 2019 werden die Heimspiele in jenem Talen Energy Stadium ausgetragen, in dem auch Philadelphia Union seine Heimspiele in der Major League Soccer bestreitet.